# Basílica de San Vital (Roma)
La Basílica de San Vital (oficialmente, Basílica de los Santos Vital, Valeria, Gervasio y Protasio) es un templo católico de Roma, Italia, fundado en el siglo V y sede de un título cardenalicio homónimo.

## Historia
Fue fundado a partir de las donaciones de una rica matrona llamada Vestina, quien dejó sus haberes para un templo que quiso que fuese dedicado a los hermanos, mártires y santos Gervasio y Protasio. Poco después se unieron a la dedicación de la iglesia, los nombres de sus padres: san Vital y santa Valeria. En sus inicios la iglesia sería conocida como Titulus Vestinae (en el listado hecho en el 499 en un sínodo de Roma) o Sancti Vitalis (en otro sínodo celebrado en el 595). Desde el 494 fue sede de un título cardenalicio, siendo el primer cardenal, Gennaro Celio.
Fue restaurada en múltiples ocasiones durante la Edad Media:  en  795-816 bajo el pontificado de León III; y en 1475 por Sixto IV, para el jubileo de ese año. Asimismo fue embellecida en 827-844 bajo Gregorio IV, y en 858-867 bajo Nicolás I.
Estuvo a cargo de la orden de San Benito (hasta alrededor de 1300) y desde 1400, al de unos canónigos regulares.

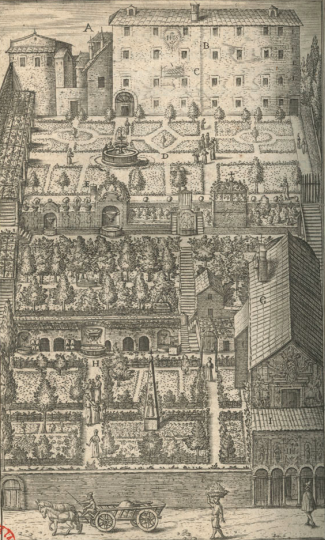
Vista de San Vital (en el ángulo inferior derecho), como parte del noviciado de los jesuitas.

A finales del siglo XVI, en 1595, Clemente VIII entregó la basílica a la Compañía de Jesús con objeto de que sirviera como parte de su cercano noviciado. Con ocasión del Jubileo del año 1600, la basílica fue reestructurada convirtiéndola en una basílica de una sola nave, frente a las tres anteriores, y convirtiendo su atrio en vestíbulo mediante el cierre de los arcos que servían de entrada. Posteriormente, el pintor jesuita Giovan Battista Fiammeri decoró ricamente la iglesia con frescos gracias a la munificencia de Isabella della Rovere (1554-1619), esposa de Niccolò Bernardino Sanseverino, príncipe de Bisignano y descendiente del anterior restaurador del templo, Sixto IV della Rovere. En esta época fue derruido el convento anexo a la basílica.
Pío IX mandó restaurar la iglesia, siendo reabierta al culto el 28 de abril de 1858.
En 1871, con la realización de la via Nazionale la altura de la calzada se elevó, dejando la basílica a una altura de cuatro o cinco metros por debajo del nivel de la calle. En consecuencia, Pío IX aseguró la construcción de una escalinata de 33 escaleras que permitieran la entrada al templo.
Tras la invasión de Roma por las tropas del reino de Italia, convirtiéndola en su capital, la iglesia fue ocupada por el gobierno del reino de Italia, teniendo los jesuitas que abandonar la basílica. León XIII restauró el título cardenalicio en 1880 y erigió la basílica en parroquia.

## Descripción
La iglesia se encuentra enclavada en la parte más baja de la ladera sur del monte Quirinal. 

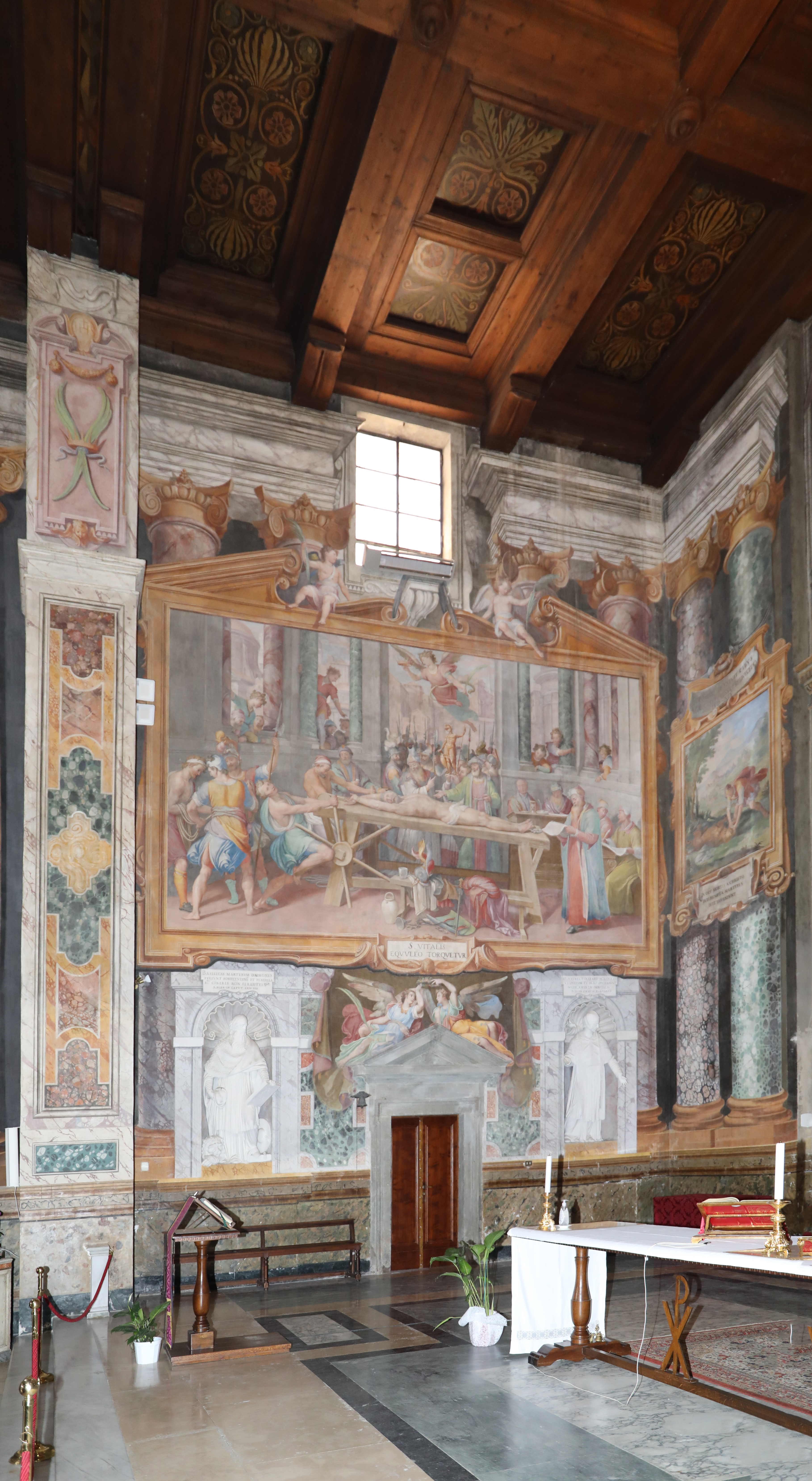
Lado del Evangelio de la nave del templo, antes de su cabecera. Es muestra de la rica decoración pictórica manierista de la basílica.

Cuenta con una nave única, precedida por un atrio formado por cinco arcos. La nave del templo se encuentra ricamente decorado con frescos de gusto manierista que muestran los martirios de los santos varones titulares de la basílica, así como de otros santos mártires (como, por ejemplo, Ignacio de Antioquia).
El techo de la basílica esta decorado por un rico artesonado de madera parcialmente policromada en algunos de sus casetones.